# Фосетт-Карр, Мэйзи
Сте́лла Грейс Мэ́йзи Фо́сетт (англ. Stella Grace Maisie Fawcett, в замужестве — Карр (Carr); 1912—1988) — австралийская учёная-эколог и ботаник шотландского происхождения.

## Биография
Родилась Мэйзи Фосетт 26 февраля 1912 года в Футскрее, пригороде Мельбурна, старшим ребёнком в семье электрика Джорджа Генри Фосетта и Этель Мэй, в девичестве — Уорд. По окончании школы преподавала там же, а также посещала курсы по зоологии и геологии. В 1932 году Мэйзи Фосетт поступила в Мельбурнский университет.
В 1935 году она получила степень бакалавра, в 1936 году — магистра. Фосетт занималась изучением микроскопических грибов и нематод, однако в 1940 году из-за травмы головы была вынуждена отказаться от работы с микроскопом в пользу экологических исследований.
С 1941 года Мэйзи Фосетт была сотрудником Службы по охране почв Виктории, занималась изучением эрозии, активно путешествовала по Австралии на лошади. В 1949 году она стала лектором по ботанической систематике и экологии растений в Мельбурнском университете.
В феврале 1955 года в Англии Мэйзи Фосетт вышла замуж за Дениса Джона Карра (1915—2008), лектора по ботанике. Мэйзи и Денис издали несколько совместных публикаций по морфологии эвкалиптов.
Мэйзи Фосетт-Карр страдала хроническим бронхитом из-за постоянного табакокурения. 9 сентября 1988 года она скончалась в больнице в Канберре.

## Некоторые научные работы
- Carr, S.G.M.; Carr, D.J. People and plants in Australia. — London, 1981. — 416 p.
- Carr, S.G.M. The Families and genera of Victorian plants. — Parkville, Vic., 1984. — 157 p.

## Виды растений, названные в честь М. Фосетт-Карр
- Poa fawcettiae Vickery, 1970